# Sarah Waiswa
Sarah Waiswa (geboren 1980) ist eine ugandische Fotografin und Kuratorin.

## Leben
Sarah Waiswa absolvierte ein Studium der Soziologie und Psychologie. Anschließend arbeitete sie mehrere Jahre in einem Unternehmen, entschied dann aber, sich ganz der Fotografie zu widmen. Sie gründete 2021 die gemeinnützige Organisation African Women in Photography, die sich für die Förderung und Würdigung der Arbeit von Fotografinnen und nichtbinärer Fotografen einsetzt.
Waiswa lebt in Kenia.

## Fotografie
Fotografien Waiswas wurden unter anderem in der Washington Post, in der New York Times und in der Bloomberg Businessweek veröffentlicht. Sie arbeitete auch im Auftrag der Marken Christian Dior und Chloé.
Waiswas Fotoprojekt Stranger in Familiar Land zeigt Porträts einer Albinofrau vor der Kulisse der Slums von Kibera. Bei den Rencontres de la photographie d'Arles 2016 wurde sie mit dem „Discovery Award“ ausgezeichnet.
Arbeiten Waiswas wurden weltweit ausgestellt, beispielsweise im Brooklyn Museum in New York City sowie in der National Gallery of Victoria in Melbourne.

## Kuratorin
Waiswa kuratierte 2023 die Ausstellung Sisi Ni Hao in Nairobi bei der die Werke von 13 ostafrikanischen Fotografinnen gezeigt wurden.

## Belege
1. ↑  Josephine Opar: Ugandan Photographer Sarah Waiswa Wins Prestigious Recontres d’Arles 2016 Discovery Award. Englisch, 25. Juli 2016; abgerufen am 31. Mai 2025.
2. ↑  Goethe-Institut Kenia: Ausstellung African Women in Photography. Abgerufen am 31. Mai 2025.

| Personendaten    | Personendaten                       |
| ---------------- | ----------------------------------- |
| NAME             | Waiswa, Sarah                       |
| KURZBESCHREIBUNG | ugandische Fotografin und Kuratorin |
| GEBURTSDATUM     | 1980                                |